# Jean-Baptiste Mollerat
Jean-Baptiste Mollerat (17 septembre 1772 à Nuits-Saint-Georges - 9 mars 1855 à Pouilly-sur-Saône) est un chimiste et industriel français. 

## Biographie
Fils de Bernard Mollerat, maître de forges et trésorier général en Bourgogne, et de Jeanne Millot de La Craye, il est le beau frère du général Antoine-Vincent Legrand-Mollerat, le cousin germain de Claude-Antoine Prieur-Duvernois et le cousin issu de germain de Louis-Bernard Guyton-Morveau, qu'il fréquente à Paris
Il épouse la femme de lettres Adélaïde Lesparat (ex épouse de Honoré-Nicolas-Marie Duveyrier), puis Catherine Monneuse (tante de Gustave Eiffel).
Il fonde à Curtil-Vergy (21) une fabrique d'acide acétique, qu'il transfère par la suite à Pouilly-sur-Saône. Dans cette importante usine chimique, qui compte 360 salariés en 1855, était fabriqué  le vinaigre Mollerat par distillation du bois et le vert Mollerat, une peinture capable de résister à la rouille.
Avec son frère Denis-Adélaïde, il met au point une première charbonnière dans la forêt de Rambouillet.
Il développe le procédé innovant Mollerat de carbonisation en vase clos avec des rendements élevés, dont il fait la promotion de l'application à échelle industrielle.

### Sources
- Philippe Jobert, Jean-Baptiste Mollerat. Un pionnier de la chimie française, 1991
- Philippe Jobert, Le chimiste Jean-Baptiste Mollerat (1772-1855) : le prix de l’innovation, 2010
- Michael Moss et Philippe Jobert, Jean-Baptiste Molelrat : combustibles industriels et industrie de l'éclairage au gaz vers 1830-1840, 2012
- Dominique Barjot, Les patrons du Second Empire: Bourgogne, 1991